# Adabang
Adabang is een bestuurslaag in het regentschap Flores Timur van de provincie Oost-Nusa Tenggara, Indonesië. Adabang telt 758 inwoners (volkstelling 2010).